# Co-infection
En microbiologie, la coinfection, co-infection ou infection multiple, est l'infection simultanée d'un hôte par plusieurs agents pathogènes. Chez l'homme, en dépit de l'absence de données disponibles sur la prévalence globale, on estime ce phénomène très commun, voire plus courant que l'infection simple.
Par exemple, la co-infection impliquant des helminthes affecte environ 800 millions de personnes dans le monde.

## Types de co-infection
Dans le domaine de la médecine (virologie, bactériologie) la co-infection est l'infection simultanée d'une cellule par au moins deux entités virales ou bactériennes différentes. Par exemple, la co-infection des cellules du foie par le virus de l'hépatite B et celui de l'hépatite D, peut conduire au-delà de l'infection initiale à une surinfection.

Dans le cas des bactéries, il peut s'agir de deux souches génétiquement différentes d'une même bactérie, ou de deux espèces différentes. Par exemple de deux borrélies différentes dans le cas d'une maladie de Lyme, ou d'une borrélie "associée" à un autre pathogène bactérien ou viral qui aura pu être transmis par la même morsure de tique (il est assez fréquent qu'une même tique porte deux ou plus de deux pathogènes d'espèces différentes ; ainsi chez 1000 tiques Ixodes ricinus collectées dans une zone de loisirs boisée de Thuringe (Centre-Allemagne) des Borrelia spp., Babesia spp. spp Anaplasma. spp Rickettsia., Coxiella burnetii, et Francisella tularensis ont été recherchées ; 43,6 % de ces tiques étaient infectées par au moins un de ces pathogènes. Et, dans 8,4 % des cas, deux pathogènes différents coexistaient dans la tique (et 3 ou plus dans 1,6 % du lot étudié).
La co-infection qui associe la tuberculose et le VIH est courante et dans certains pays, jusqu'à 80 % des tuberculeux sont séropositifs.
La dynamique potentielle d'interconnexion entre ces deux maladies infectieuses est connue de longue date.
D'autres cas courants de co-infection concernent le SIDA ou les infections polymicrobiennes telles que la maladie de Lyme.
Selon une étude récente (2019) les infections virales multiples sont plus nombreuses chez le jeune enfant que chez l'adulte, et associées à un risque plus élevé de développer une infection aiguë des voies respiratoires inférieures (IAVRI, ou LRTI pour les anglophones), mais sans statistiquement prédire une aggravation de la maladie. L'interaction entre de multiples virus et un même hôte est complexe et encore mal comprise pour plusieurs types d'infections virales.
Si une seconde infection vient aggraver la première on parle de surinfection.

## Épidémiologie
Les progrès des techniques de séquençage révèlent un peu plus que les infections multiples sont la règle plutôt que l'exception. Ceci est valable pour les infections virales, bactériennes ou macro-parasitaires. Dans le cas des papillomavirus humains (HPV) par exemple, près de la moitié des infections chez les jeunes femmes sont causées par plus d'un type d'HPV.
La prise en compte des infections multiples est particulièrement importante car la propagation d'un pathogène peut interférer avec celle d'un autre pathogène. Par exemple, il a été montré que la coinfection par le paludisme et le VIH augmente la propagation des deux parasites.
La fréquence des infections multiples a conduit à une multiplication des termes désignant souvent le même processus. Ainsi, selon les disciplines on parlera d'infection multiple, co-infection, super-infection, infection polymicrobienne, sur-infection ou infection diverse. Des approches en épidémiologie mathématique permettent d'aller vers une typologie des différents types d'infections multiples et de démontrer que 7 patrons d'infections non triviaux se dégagent.

## Importance clinique d'une coinfection
Elle est évidente quand les agents pathogènes interagissent (positivement ou négativement).
- Les interactions positives se traduisent par le syndémisme dans lequel la transmission de la maladie et sa progression sont renforcées.
- Au contraire, parmi les interactions de co-infection négatives figure l'interférence microbienne. C'est le cas lorsqu'une espèce de bactérie supprime la virulence ou la colonisation d'une autre bactérie, telle Pseudomonas aeruginosa supprimant la formation de colonies pathogènes de Staphylococcus aureus[15].

De plus la co-infection peut parfois rendre le diagnostic plus difficile, l'un des pathogènes pouvant masquer ou modifier les symptômes de l'autre, et inversement.

## Importance épidémiologique des coinfections
La coinfection est favorisée par la circulation des microbes liés à l'anthropisation du monde, à la grande accélération et le dérèglement climatique. Or c'est aussi l'un des mécanismes utilisés par les bactéries et virus pour coévoluer avec leurs hôtes, souvent à l'occasion d'une baisse de l'immunité qui peut être induite par l'un des pathogène (virus par exemple) : la co-infection favorise le phénomène de recombinaison génétique, propice à l'apparition de nouvelles souches chez les virus et bactéries, qui causeront éventuellement des maladies émergentes, parfois zoonotiques ou compliqueront le diagnostic et le traitement des patients. Par exemple :
- Dans le cas de la grippe une coinfection virus-bactérie est fréquentes, et peut être la cause de la mort chez l'adulte ou d'une gravité accrue de la grippe chez l'enfant [17].
- dans le cas des maladies à tiques, les coinfections sont très fréquentes car les tiques  sont elles-mêmes souvent coinfectées par plusieurs borrélies et par d'autres pathogènes qu'elles peuvent aussi co-inoculer lors de leur longue morsure ; une étude récente a montré que 65% des patients atteint d'une maladie à tiques produisent aussi des réponses immunitaires à d'autres microbes ; cette étude a « établi une association causale entre les patients atteint d'une maladie à tiques et des co-infections associées à cette maladie par des microbes opportunistes essentiels (selon les critères de Bradford Hill). Cette étude a indiqué une probabilité de 85% qu'un patient atteint de maladie de Lyme, pris au hasard, répondra à Borrelia et à d'autres microbes apparentés à cette maladie plutôt qu'à la seule Borrélie. Un changement de paradigme est nécessaire dans les politiques de santé pour diagnostiquer les maladies à tiques afin que les patients puissent être testés et traités aussi pour des infections opportunistes ».

- Certains moustiques peuvent, lors d'une même piqure, inoculer à la fois le virus de la Dengue et celui du Chikungunya[18].
- Le VIH/SIDA dans son expansion pandémique, peut faciliter, entre autres, l'acquisition d'un Leishmaniose (viscérale surtout, plus rarement cutanée)[19],[20],[21] ;
- des coinfections d'hépatites existent aussi (hépatites B et C)[22].
- dans le cas des coronavirus, au sein des colonies de chauve-souris : de nombreux alphacoronavirus et bétacoronavirus ont été trouvés chez ces chauves-souris, sur toute la planètes.

R. sinicus fait partie des espèces concernées. Les coronavirus ont ainsi été inventoriés de 2012 à 2013 dans le contexte anthropique d'un puits de mine abandonné du comté de Mojiang (province du Yunnan, Chine) co-utilisé comme habitat et refuge par six espèces différentes de chauves-souris, fréquemment détectées dans la grotte (Rhinolophus sinicus, Rhinolophus affinis, Hipposideros pomona, Miniopterus schreibersii, Miniopterus fuliginosus et Miniopterus fuscus) ; un groupe diversifié de coronavirus a été trouvé dans toutes ces espèces. Deux bétacoronavirus encore non classés ont alors été trouvés, ainsi qu' une nouvelle souche de coronavirus de type SRAS et une espèce potentiellement nouvelle de bétacoronavirus. À noter aussi qu'une coinfection par plusieurs coronavirus a été détectée chez des individus de ces six espèces de chauves-souris, pouvant favoriser une recombinaison virale et donc l'émergence de nouvelles souches virales. Ce travail a confirmé que les chiroptères sont l'un réservoir naturel de coronavirus et source potentielle de zoonoses virales. 
Au début de la Pandémie de Covid-19, ce Rhinolophe a été suspecté d'être le réservoir du nouveau virus SARS-CoV-2, cause de la Covid-19, mais il s'est ensuite avéré que le Pangolin abritait un virus nettement plus proche. En effet, le nouveau virus présente 99 % de similitudes avec des coronavirus de pangolins, un animal couramment braconné en Asie et notamment vendu sur le marché de Huanan. Le SARS-CoV-2 pourrait néanmoins avoir un ancêtre commun à la souche infectant le Pangolin et aux souches pandémiques qui se sont répandues sur la planète fin 2019 et en 2020.

## Évolution microbienne
Les infections multiples sont un moteur important de l'évolution microbienne. En effet, la compétition pour les ressources de l'hôte rajoute de fait un niveau de sélection naturelle : la souche parasitaire favorisée n'est plus seulement celle qui se transmet le mieux dans la population mais aussi celle qui parvient à remporter la compétition intra-hôte. Ceci a des conséquences majeures sur les processus d'évolution de la virulence. Dans le cas de l'évolution de la résistance aux antibiotiques, les infections multiples peuvent aussi favoriser les transferts horizontaux de gènes de résistance entre différents génotypes bactériens. Ces processus sont compliqués à prédire car ils mettent en jeu à la fois l'épidémiologie et l'évolution (on parle d'épidémiologie évolutive).